# 讀心人
《讀心人》(The Listener)是一部加拿大超自然劇電視影集，故事主角托比·羅根(Toby Logan)是能夠感應人們心中最私密想法、住在多倫多的一名年輕急救人員。美國福斯(FOX)電視台國際頻道在2009年3月1日對北非的阿拉伯地區和亞洲西南地區播出首集。加拿大的首播則是由CTV電視網在2009年6月3日開始，隔一天在美國NBC電視台接著播出。不過，NBC在第一季還沒播完就取消了這個節目。《讀心人》第二季在2011年2月8日開始在CTV電視網繼續播出。